# Diocese de Lugo
A Diocese de Lugo (em latim: Dioecesis Lucensis in Hispania) é uma diocese da Igreja Católica da Espanha, sediada na cidade de Lugo, na província de Lugo, comunidade autónoma de Galiza. Faz parte da Arquidiocese de Santiago de Compostela. Foi fundada no Século II e em 2022 contava com uma população católica de 247 490 fiéis, sendo 95,3% da população total, e tinha 218 paróquias.

## História
No Século II é fundada a Diocese de Lugo na Espanha. Em 1926 a diocese ganha parte do território da Diocese de Ourense. Em 1954 a Diocese de Lugo ganha parte do território da Diocese de Astorga, em contrapartida perde território para a Diocese de Leão. Ainda em 1954 houve duas trocas territoriais. Uma entre a Diocese de Lugo e a Diocese de Mondoñedo e a outra em ter a diocese de Lugo e a Diocese de Ourense.

## Lista de bispos
A seguir uma lista de bispos desde 1114. Não se tem muita informação dos bispos anteriores a essa data.
|                | Nome                                             | Período        | Notas                                       |
| Bispos de Lugo | Bispos de Lugo                                   | Bispos de Lugo | Bispos de Lugo                              |
| -------------- | ------------------------------------------------ | -------------- | ------------------------------------------- |
| 76.º           | Alfonso Carrasco Rouco                           | 2007 - atual   |                                             |
| 75.º           | Jose Higinio Gomez Gonzalez, O.F.M.              | 1980 - 2007    |                                             |
| 74.º           | Antonio Oña de Echave                            | 1961 - 1979    |                                             |
| 73.º           | Rafael Balanzá y Navarro                         | 1928 - 1960    | Faleceu no cargo                            |
| 72.º           | Plácido Ángel Rey de Lemos, O.F.M.               | 1919 - 1927    |                                             |
| 71.º           | Manuel Basulto y Jimenez                         | 1909 - 1919    | Nomeado bispo de Jaén                       |
| 70.º           | Benito Murua y Lopez                             | 1894 - 1909    | Nomeado arcebispo de Burgos                 |
| 69.º           | Gregório Maria Aguirre e Garcia, O.F.M.          | 1885 - 1894    | Nomeado arcebispo de Burgos                 |
| 68.º           | José de los Ríos y Lamadrid                      | 1857 - 1884    | Faleceu no cargo                            |
| 67.º           | Santiago Rodríguez Gil. O.P.                     | 1847 - 1857    | Faleceu no cargo                            |
| 66.º           | Hipólito Antonio Sánchez Rangel de Fayas, O.F.M. | 1825 - 1839    | Faleceu no cargo                            |
| 65.º           | José Antonio Azpeitia y Sáenz de Santamaria      | 1814 - 1825    | Nomeado bispo de Cartagena                  |
| 64.º           | Felipe Peláez Caunedo                            | 1786 - 1811    | Faleceu no cargo                            |
| 63.º           | Antonio Paramo Somoza                            | 1785 - 1786    | Faleceu no cargo                            |
| 62.º           | Francisco Armañá Font, O.S.A.                    | 1768 - 1785    | Nomeado arcebispo de Taragona               |
| 61.º           | John Saenz de Bururaga                           | 1762 - 1768    | Nomeado arcebispo de Saragoça               |
| 60.º           | Francisco Esquerda e Tavira. O.P.                | 1748 - 1762    | Faleceu no cargo                            |
| 59.º           | Juan Bautista Ferrer y Castro                    | 1745 - 1748    | Faleceu no cargo                            |
| 58.º           | Cayetano Gil Taboada                             | 1735 - 1745    | Nomeado arcebispo de Santiago de Compostela |
| 57.º           | Manuel José de Santa María y Salazar             | 1720 - 1734    | Faleceu no cargo                            |
| 56.º           | Andrés Caperó Agramunt, O.C.D.                   | 1713 - 1719    | Faleceu no cargo                            |
| 55.º           | Lucas Bustos de la Torre                         | 1700 - 1710    | Faleceu no cargo                            |
| 54.º           | Miguel de Fuentes Blas y Altossano, O.Cist       | 1680 - 1699    | Faleceu no cargo                            |
| 53.º           | Antonio Medina Cachón y Ponce de León            | 1680 - 1685    | Nomeado bispo de Cartagena                  |
| 52.º           | John Aparicio Navarro                            | 1673 - 1680    | Nomeado bispo de Leão                       |
| 51.º           | John Asensio Barrios, O.de M.                    | 1669 - 1673    | Nomeado bispo de Ávila                      |
| 50.º           | Matías de Moratinos y Santos                     | 1664 - 1669    | Nomeado bispo de Astorga                    |
| 49.º           | Andrew Giron                                     | 1660 - 1664    | Nomeado bispo de Pamplona                   |
| 48.º           | Juan Bravo Lasprilla                             | 1652 - 1660    | Nomeado bispo de Leão                       |
| 47.º           | Francisco Torres Sánchez de Roa                  | 1650 - 1651    | Faleceu no cargo                            |
| 46.º           | João do Poço Verde, O.P.                         | 1646 - 1660    | Nomeado bispo de Leão                       |
| 45.º           | Juan Sánchez Alonso de Guevara, O.S.H.           | 1643 - 1646    | Faleceu no cargo                            |
| 44.º           | Pedro Rosales Encio                              | 1641 - 1642    | Faleceu no cargo                            |
| 43.º           | John Velez de Valdivielso                        | 1636 - 1641    | Nomeado bispo de Ávila                      |
| 42.º           | Diego Castejón Fonseca                           | 1634 - 1636    | Renunciou                                   |
| 41.º           | Juan del Águila Velázquez                        | 1632 - 1634    | Faleceu no cargo                            |
| 40.º           | Diego Vela Becerril                              | 1624 - 1632    | Nomeado bispo de Tui                        |
| 39.º           | Alfonso López Gallo                              | 1612 - 1624    | Nomeado bispo de Valladolid                 |
| 38.º           | Juan García Valdemora                            | 1603 - 1612    | Nomeado bispo de Tui                        |
| 37.º           | Pedro Castro Nero                                | 1599 - 1603    | Nomeado bispo de Segóvia                    |
| 36.º           | Lorenzo Asensio Otaduy Avendaño                  | 1591 - 1599    | Nomeado bispo de Ávila                      |
| 35.º           | Juan Ruiz de Villarán                            | 1587 - 1591    | Faleceu no cargo                            |
| 34.º           | Fernando Vellosillo Barrio                       | 1567 - 1587    | Faleceu no cargo                            |
| 33.º           | Francisco Delgado Lopez                          | 1561 - 1566    | Nomeado bispo de Jaén                       |
| 32.º           | Juan Suárez Carvajal                             | 1539 - 1561    |                                             |
| 31.º           | Martín Tristán Calvete                           | 1534 - 1539    | Nomeado bispo de Oviedo                     |
| 30.º           | Pedro Ribera                                     | 1500 - 1530    | Faleceu no cargo                            |
| 29.º           | Diego Ramirez de Guzman                          | 1500 - 1500    | Nomeado bispo de Catânia                    |
| 28.º           | Alonso Suarez da Fonte do Salgueiro              | 1495 - 1500    | Nomeado bispo de Jaén                       |
| 27.º           | Alonso Enríquez de Lemos, O.F.M.                 | 1476 - 1495    | Faleceu no cargo                            |
| 26.º           | García Martínez de Baamonde                      | 1447 - 1475    | Faleceu no cargo                            |
| 25.º           | Pedro Silva e Tenório, O.P.                      | 1445 - 1447    | Nomeado bispo de Ourense                    |
| 24.º           | García Martínez de Baamonde                      | 1440 - 1445    | Nomeado bispo de Ourense                    |
| 23.º           | Álvaro Pérez Osorio                              | 1434 - 1440    | Nomeado bispo de Astorga                    |
| 22.º           | Fernando dos Palácios                            | 1418 - 1434    | Faleceu no cargo                            |
| 21.º           | John Henry, O.F.M.                               | 1409 - 1417    | Faleceu no cargo                            |
| 20.º           | Juan de Freijo, O.P.                             | 1403 - 1409    | Nomeado bispo de Ourense                    |
| 19.º           | Lope                                             | 1390 - 1403    | Faleceu no cargo                            |
| 18.º           | Juan Martínez                                    | 1326 - 1348    | Faleceu no cargo                            |
| 17.º           | Rodrigo Ibáñez                                   | 1319 - 1326    | Nomeado bispo de Tui                        |
| 16.º           | Gonzalo Núñez de Novoa                           | 1318 - 1319    | Nomeado bispo de Ourense                    |
| 15.º           | Juan Hernández                                   | 1307 - 1318    | Faleceu no cargo                            |
| 14.º           | Rodrigo Martínez                                 | 1300 - 1306    | Faleceu no cargo                            |
| 13.º           | Arias Medín                                      | 1294 - 1299    | Faleceu no cargo                            |
| 12.º           | Fernando Perez de Paramo                         | 1286 - 1290    | Faleceu no cargo                            |
| 11.º           | Arias Soga                                       | 1285 - 1286    | Faleceu no cargo                            |
| 10.º           | Alonso Yañez                                     | 1281 - 1283    | Faleceu no cargo                            |
| 9.º            | Juan Martínez                                    | 1279 - 1281    | Faleceu no cargo                            |
| 8.º            | Fernando Arias                                   | 1272 - 1276    | Faleceu no cargo                            |
| 7.º            | João                                             | 1270 - 1271    | Faleceu no cargo                            |
| 6.º            | Miguel                                           | 1225 - 1270    | Faleceu no cargo                            |
| 5.º            | Ordonho                                          | 1218 - 1225    | Faleceu no cargo                            |
| 4.º            | Rodrigo Fernández                                | 1181 - 1218    | Faleceu no cargo                            |
| 3.º            | João, O.S.B.                                     | 1152 - 1181    | Faleceu no cargo                            |
| 2.º            | Gudio                                            | 1134 - 1152    | Faleceu no cargo                            |
| 1.º            | Pedro                                            | 1114 - 1132    | Faleceu no cargo                            |